# Horizon (logiciel)
Pour les articles homonymes, voir Horizon.
Horizon est un système intégré de gestion de bibliothèque (SIGB) développé par la société américaine SirsiDynix.
En France, il est principalement utilisé par des bibliothèques universitaires, mais également par des bibliothèques de recherche ainsi que par des bibliothèques municipales et des médiathèques.
Ses utilisateurs français sont regroupés au sein de l'association AUSIDEF.